# قلعه تپه لادیز
قلعه تپه لادیز مربوط به دوره ساسانیان -اوایل دوران‌های تاریخی پس از اسلام است و در شهرستان میرجاوه، بخش لادیز، شهر لادیز واقع شده و این اثر در تاریخ ۱۰ دی ۱۳۸۱ با شمارهٔ ثبت ۶۷۵۰ به‌عنوان یکی از آثار ملی ایران به ثبت رسیده‌است.